# Pat Toomey
Pat Toomey (Providence, 1961. november 17. –) amerikai politikus, szenátor (Pennsylvania, 2019–2023). A Republikánus Párt tagja.

## Pályafutása
A középiskolát a LaSalle Academy nevű katolikus oktatási intézményben végezte el, majd a Harvard Egyetemen tanult tovább, ahol 1984-ben szerzett alapdiplomát. 1994-ben kezdett el politikával foglalkozni, először a Pennsylvaniai Allentown önkormányzatában. 1998-ban beválasztották a washingtoni képviselőházba. Miután a következő két választáson is elnyerte a szavazók bizalmát, 1999. január 3-tól 2005. január 3-ig szolgált itt. 2004-ben sikertelenül indult a republikánus előválasztáson, így nem ő lett a párt szenátorjelöltje. 2010-ben azonban megválasztották szenátornak; 2011. január 3-án lépett hivatalba. 2016-ban újraválasztották a 2023. január 3-ig tartó ciklusra. A 2022-es választáson nem indult, helyére a demokrata John Fettermant választották meg.